# Roberto Raviola
Roberto Raviola, mais conhecido pelo pseudônimo Magnus, foi um quadrinista italiano. Começou sua carreira em 1964 com a série Kriminal, já usando o pseudônimo Magnus, que foi escolhido por ele devido à frase em latim "Magnus Pictor Fecit" ("Um grande pintor fez isso"). Ele foi responsável por grandes sucessos dos quadrihos italianos, tais como Satanik, Dennis Cobb, Gesebel e Maxmagnus, entre outros. Em 1988 e 1989, ganhou o Troféu HQ Mix de melhor álbum erótico pelas edições brasileiras, respectivamente, de suas obras Le 110 pillole (As 110 Pílulas) e Necron.